# Comatulinae
De Comatulinae zijn een onderfamilie van de Comatulidae, een familie van haarsterren uit de klasse van de zeelelies (Crinoidea).

## Geslachten
Tribus Capillasterini A.H. Clark, 1909
- Capillaster A.H. Clark, 1909

Tribus Comasterini A.H. Clark, 1908
- Anneissia Summers, Messing & Rouse, 2014
- Cenolia A.H. Clark, 1916
- Clarkcomanthus Rowe, Hoggett, Birtles & Vail, 1986
- Comanthus A.H. Clark, 1908
- Comaster L. Agassiz, 1836

Tribus Comatulini
- Comactinia A.H. Clark, 1909
- Comatula Lamarck, 1816

Tribus Neocomatellini Summers, Messing & Rouse, 2014
- Comatulella A.H. Clark, 1911
- Neocomatella A.H. Clark, 1909

Tribus Phanogeniini White & Messing, 2001
- Aphanocomaster Messing, 1995
- Comissia Clark, 1909
- Phanogenia Lovén, 1866